# Ion Diaconescu (pictor)
Ion Diaconescu (n. 24 noiembrie 1915, Târgu Ocna, județul Bacău – d. 15 noiembrie 1945, Buzău) a fost un pictor și gravor român.

## Date biografice
Ion era fiul preotului Vasile și Mariei Diaconescu și a avut un frate pe nume Vasile care s-a remarcat ca poet. A urmat școala primară și gimnaziul „Oituz” din localitatea natală și liceul „Ferdinand I”, astăzi „George Bacovia” la Bacău. În 1936 s-a înscris la Academia de Arte Frumoase din București, avându-i ca profesori pe Camil Ressu și Simion Iuca. În anul 1942 a făcut școala militară de infanterie la Ploiești și a fost trimis pe front în anul 1944.

## Viața artistică

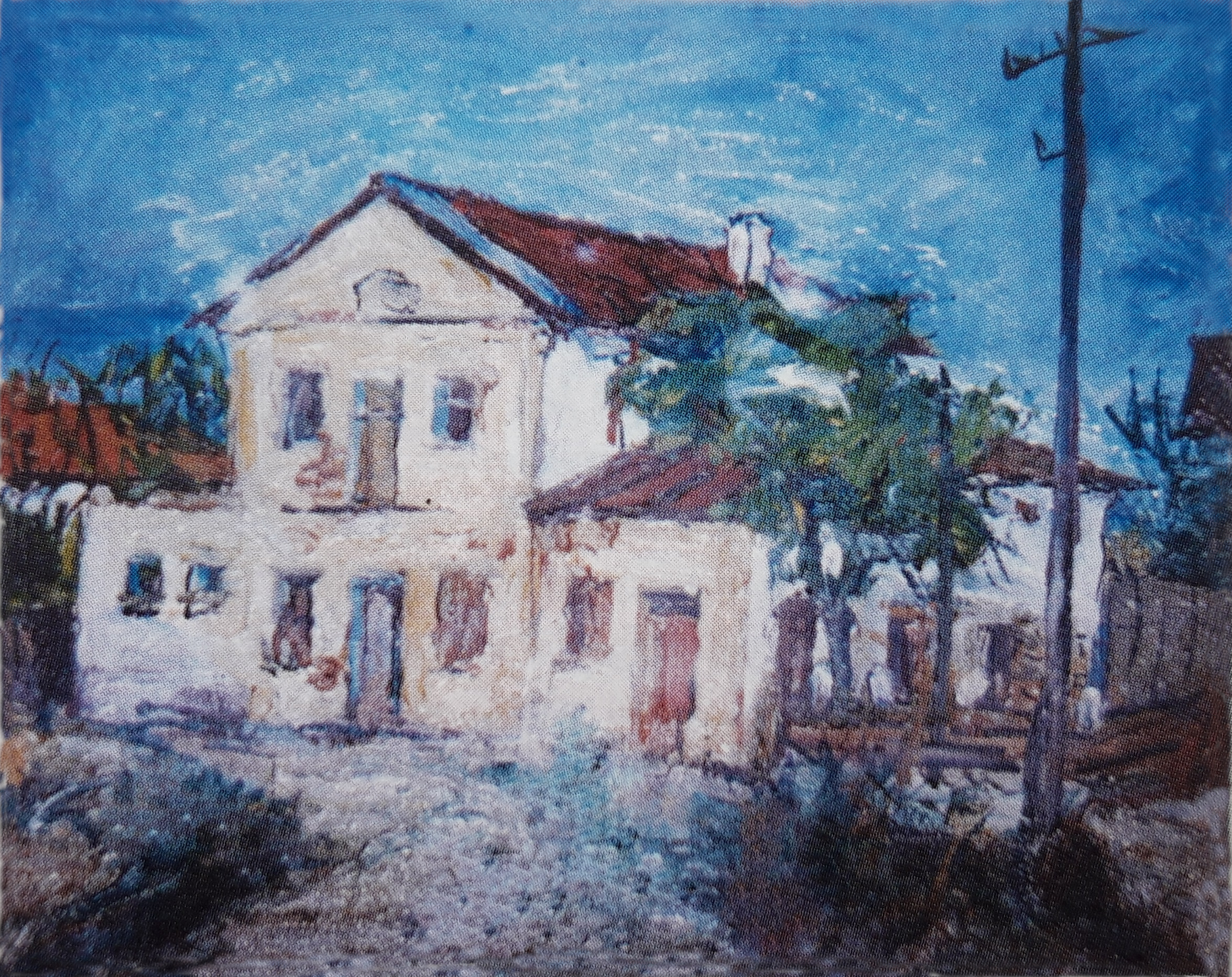
„Feredeul vechi din Târgu Ocna” (1941)

În 1937 pictorii Nicu Enea și Ion Diaconescu au înființat Pinacoteca Municipală Bacău. Din această colecție, 14 lucrări au fost transferate la Muzeul de Artă Bacău.
Ion Diaconescu a expus lucrări la saloanele oficiale de „Alb și Negru”, iar în aprilie 1941 a avut o expoziție de desen și gravură la Sala Dalles. A fost apreciat în arta gravurii, astfel se înscrie la „Akademie der bildenden Künste” din Berlin. După revenirea de pe front din anul 1944 a început să picteze numeroase tablouri cu care dorea să deschidă în toamnă o expoziție la București.
La Salonul Oficial de pictură și sculptură din iunie-iulie 1945 organizat de Ministerul Artelor la sala Dalles, Ion Diaconescu a expus 2 lucrări: un autoportret și un peisaj lucrat în pastel.
Opera lui este compusă din lucrări de gravură, peisaje, portrete, pasteluri și câteva tablouri în ulei, care se găsesc la Academia Română, Muzeul de Arte din București, iar altele donate primăriei Târgu Ocna („Mănăstirea Răducanu”, peisaj müchenez, copie după Van Gogh și „peisaj cu Râul Trotuș”. La muzeul de istorie al orașului se află tabloul „Feredeul vechi din Târgu Ocna” (1941).

## Sfârșitul prematur

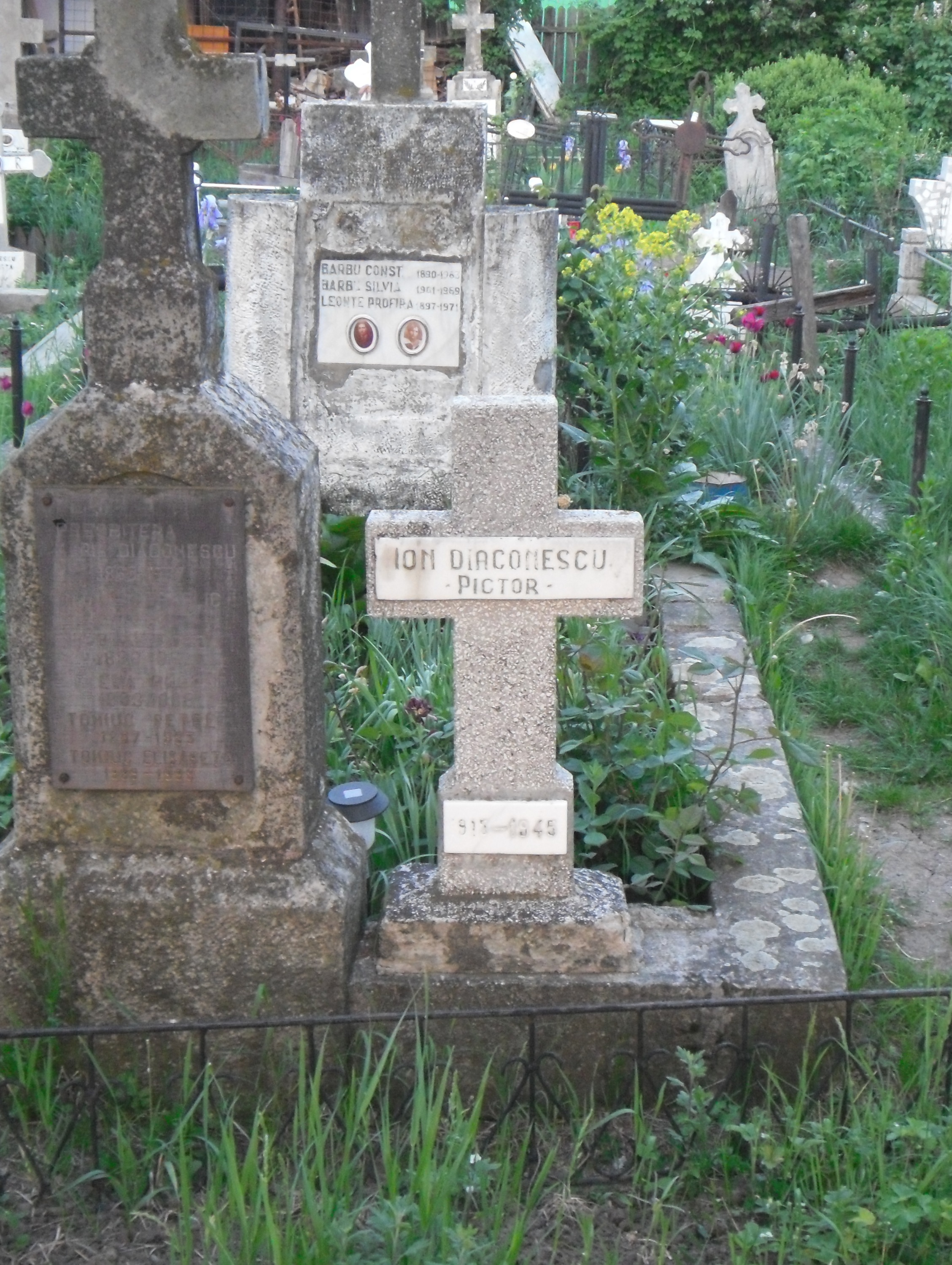
Mormântul din cimitirul Tisești, Târgu Ocna

A murit în noaptea de 11 noiembrie 1945 într-un accident feroviar și a fost înmormântat la Buzău. Se pare că „accidentul” s-a petrecut astfel: Întorcându-se din orașul natal spre București, a urcat într-un vagon plin de soldați ruși tumultoși, care l-au primit cu brațele deschise. În final, a fost jefuit, omorât și aruncat din tren de ostașii sovietici. Corpul său a fost găsit dezbrăcat, plin de vânătăi și ciuruit cu vârful baionetei, aruncat lângă calea ferată, la ieșirea dintr-o gară. În cartea sa „Deceniul prăbușirilor (1940-1950)”, scriitorul Mihai Pelin introduce capitolul „Moartea gravorului Ion Diaconescu” care ocupă paginile 389 - 398.

## In memoriam
În noiembrie - decembrie 1969 la la Muzeul de Artă Bacău a fost organizată o expoziție retrospectivă Ion Diaconescu, de care ne amintește catalogul cu 77 de pagini editat de Eugenia Antonescu.